# Lista de telenovelas das dez da TV Globo
As telenovelas das dez da TV Globo estão relacionadas nesta lista, que apresenta: data de início, data do final e quantidade de capítulos das telenovelas da TV Globo.
A primeira telenovela diária da TV Globo foi Ilusões Perdidas, que estreou no mesmo dia que a emissora, é considerada como sendo das dez horas, ainda que tenha sido exibida inicialmente em outra faixa horária.
Durante a década de 1970, as telenovelas da faixa passaram por seu maior pico de repercussão e grande audiência, especialmente entre as exibições de O Bem-Amado e Bandeira 2. O horário permitia abordar questões polêmicas para o período, tais como a corrupção da especulação imobiliária dos anos 1970 (O Espigão), a vida na cidade grande (O Grito), homossexualidade (O Rebu), entre outros. Todavia, antes do fim da década de 1970, a da faixa que até então era exibida continuamente desde Marina em 1965, e somente interrompida no primeiro semestre de 1977 devido a censura da Ditadura Militar a novela Despedida de Casado, foi encerrada ao término de Sinal de Alerta, novela que derrubava os índices de audiência do canal.
Após o encerramento de Sinal de Alerta em 1979, novela que não obteve grande repercussão ou audiência, o horário foi substituído com reprises e seriados inéditos (tais como Malu Mulher, Carga Pesada e Plantão de Polícia). Apenas em 1983 e em 1990, duas tentativas pontuais de reviver a faixa foram realizadas, com a produção das tramas Eu Prometo e Araponga, sendo ambas malsucedidas. Desde então, a faixa foi cancelada definitivamente.
A telenovela mais curta, não só da faixa como da história da TV Globo, foi Marina, exibida em 1965 com 15 capítulos, enquanto a mais longa da faixa foi A Rainha Louca, exibida em 1967, com 215 capítulos. O Bem-Amado, por sua vez, foi a primeira produção dramatúrgica em cores da TV brasileira, e também se tornou a primeira telenovela do país a ser exportada.
Apenas em 2011, a TV Globo reabriu a quarta faixa de exibição de novelas, dessa vez sob o titulo de Novelas das Onze.

## Telenovelas por Ordem de Exibição
- ‡ Indica novela disponível em formato original no Globoplay.
- § Indica novela parcialmente disponível no Globoplay.
- † Indica novela perdida.

### Década de 1960
| #                                                         | Título                  | Início                  | Término                 | Cap. | Autoria            | Direção                                | Ref.   |
| --------------------------------------------------------- | ----------------------- | ----------------------- | ----------------------- | ---- | ------------------ | -------------------------------------- | ------ |
| 1                                                         | Ilusões Perdidas †      | 26 de abril de 1965     | 30 de julho de 1965     | 56   | Enia Petri         | Líbero Miguel Sérgio Britto            | [ 8 ]  |
| Interrupção da faixa (30 de julho - 23 de agosto de 1965) |                         |                         |                         |      |                    |                                        |        |
| 2                                                         | Marina †                | 23 de agosto de 1965    | 10 de setembro de 1965  | 15   | Leonardo de Castro | Moreira Júnior                         | [ 9 ]  |
| 3                                                         | Paixão de Outono †      | 14 de setembro de 1965  | 1 de dezembro de 1965   | 50   | Glória Magadan     | Líbero Miguel Sérgio Britto            | [ 10 ] |
| 4                                                         | Um Rosto de Mulher †    | 3 de dezembro de 1965   | 13 de março de 1966     | 85   | Daniel Más         | Sérgio Britto                          | [ 11 ] |
| 5                                                         | Eu Compro Esta Mulher † | 14 de março de 1966     | 15 de julho de 1966     | 88   | Glória Magadan     | Régis Cardoso Henrique Martins         | [ 12 ] |
| 6                                                         | O Sheik de Agadir †     | 18 de julho de 1966     | 17 de fevereiro de 1967 | 155  | Glória Magadan     | Régis Cardoso Henrique Martins         | [ 13 ] |
| 7                                                         | A Rainha Louca †        | 20 de fevereiro de 1967 | 16 de dezembro de 1967  | 215  | Glória Magadan     | Ziembinski                             | [ 14 ] |
| 8                                                         | O Homem Proibido †      | 18 de dezembro de 1967  | 25 de junho de 1968     | 135  | Glória Magadan     | Daniel Filho                           | [ 15 ] |
| 9                                                         | A Gata de Vison †       | 26 de junho de 1968     | 6 de janeiro de 1969    | 169  | Glória Magadan     | Daniel Filho Walter Campos Fábio Sabag | [ 16 ] |
| 10                                                        | A Última Valsa †        | 7 de janeiro de 1969    | 5 de junho de 1969      | 103  | Glória Magadan     | Fábio Sabag                            | [ 17 ] |
| 11                                                        | A Ponte dos Suspiros †  | 6 de junho de 1969      | 15 de novembro de 1969  | 144  | Dias Gomes         | Marlos Andreucci                       | [ 18 ] |
| 12                                                        | Verão Vermelho †        | 17 de novembro de 1969  | 17 de julho de 1970     | 209  | Dias Gomes         | Walter Campos Marlos Andreucci         | [ 19 ] |

### Década de 1970
| #                                                                     | Título                       | Início                | Término                | Cap. | Autoria             | Direção                                     | Ref.   |
| --------------------------------------------------------------------- | ---------------------------- | --------------------- | ---------------------- | ---- | ------------------- | ------------------------------------------- | ------ |
| 13                                                                    | Assim na Terra como no Céu † | 20 de julho de 1970   | 23 de março de 1971    | 212  | Dias Gomes          | Walter Campos                               | [ 20 ] |
| 14                                                                    | O Cafona †                   | 24 de março de 1971   | 20 de outubro de 1971  | 183  | Bráulio Pedroso     | Walter Campos                               | [ 21 ] |
| 15                                                                    | Bandeira 2 †                 | 1 de outubro de 1971  | 15 de julho de 1972    | 179  | Dias Gomes          | Walter Campos                               | [ 22 ] |
| 16                                                                    | O Bofe †                     | 17 de julho de 1972   | 23 de janeiro de 1973  | 143  | Bráulio Pedroso     | Lima Duarte                                 | [ 23 ] |
| 17                                                                    | O Bem-Amado ‡                | 22 de janeiro de 1973 | 5 de outubro de 1973   | 178  | Dias Gomes          | Régis Cardoso                               | [ 24 ] |
| 18                                                                    | Os Ossos do Barão            | 8 de outubro de 1973  | 31 de março de 1974    | 120  | Jorge Andrade       | Régis Cardoso Gonzaga Blota                 | [ 25 ] |
| 19                                                                    | O Espigão ‡                  | 1 de abril de 1974    | 1 de novembro de 1974  | 150  | Dias Gomes          | Régis Cardoso                               | [ 26 ] |
| 20                                                                    | O Rebu §                     | 4 de novembro de 1974 | 11 de abril de 1975    | 112  | Bráulio Pedroso     | Walter Avancini Jardel Mello                | [ 27 ] |
| 21                                                                    | Gabriela                     | 14 de abril de 1975   | 24 de outubro de 1975  | 132  | Walter George Durst | Walter Avancini                             | [ 28 ] |
| 22                                                                    | O Grito §                    | 27 de outubro de 1975 | 30 de abril de 1976    | 125  | Jorge Andrade       | Walter Avancini                             | [ 29 ] |
| 23                                                                    | Saramandaia                  | 3 de maio de 1976     | 31 de dezembro de 1976 | 160  | Dias Gomes          | Walter Avancini Roberto Talma Gonzaga Blota | [ 30 ] |
| Interrupção da faixa (31 de dezembro de 1976 - 27 de junho de 1977)   |                              |                       |                        |      |                     |                                             |        |
| 24                                                                    | Nina                         | 27 de junho de 1977   | 13 de janeiro de 1978  | 142  | Walter George Durst | Fábio Sabag                                 | [ 32 ] |
| 25                                                                    | O Pulo do Gato §             | 16 de janeiro de 1978 | 28 de julho de 1978    | 140  | Bráulio Pedroso     | Jardel Mello                                | [ 33 ] |
| 26                                                                    | Sinal de Alerta §            | 31 de julho de 1978   | 26 de janeiro de 1979  | 112  | Dias Gomes          | Walter Avancini Jardel Mello Paulo Ubiratan | [ 34 ] |
| Interrupção da faixa (26 de janeiro de 1979 - 19 de setembro de 1983) |                              |                       |                        |      |                     |                                             |        |

### Décadas de 1980 e 1990
| #                                                                      | Titulo     | Início                 | Término                 | Cap. | Autoria                                      | Direção                          | Ref.   |
| ---------------------------------------------------------------------- | ---------- | ---------------------- | ----------------------- | ---- | -------------------------------------------- | -------------------------------- | ------ |
| 27                                                                     | Eu Prometo | 19 de setembro de 1983 | 17 de fevereiro de 1984 | 103  | Janete Clair                                 | Dennis Carvalho Luís Antônio Piá | [ 35 ] |
| Interrupção da faixa (17 de fevereiro de 1984 - 15 de outubro de 1990) |            |                        |                         |      |                                              |                                  |        |
| 28                                                                     | Araponga   | 15 de outubro de 1990  | 29 de março de 1991     | 143  | Dias Gomes Lauro César Muniz Ferreira Gullar | Cecil Thiré                      | [ 36 ] |
| Sucedida pela faixa de telenovelas das onze a partir de 2011           |            |                        |                         |      |                                              |                                  |        |

## Reprises
| # | Novela         | Início                 | Termino                | Cap. | Autoria             | Direção                    | Horário original | Ano de exibição | Ref.   |
| - | -------------- | ---------------------- | ---------------------- | ---- | ------------------- | -------------------------- | ---------------- | --------------- | ------ |
| 1 | O Bem-Amado    | 4 de janeiro de 1977   | 24 de junho de 1977    | 120  | Dias Gomes          | Régis Cardoso              | 22h              | 1973            | [ 37 ] |
| 2 | Gabriela       | 29 de janeiro de 1979  | 18 de maio de 1979     | 79   | Walter George Durst | Walter Avancini            | 22h              | 1975            | [ 38 ] |
| 3 | Duas Vidas     | 5 de janeiro de 1981   | 30 de janeiro de 1981  | 20   | Janete Clair        | Daniel Filho               | 20h              | 1976-1977       | [ 39 ] |
| 4 | O Astro        | 2 de fevereiro de 1981 | 3 de abril de 1981     | 45   | Janete Clair        | Daniel Filho Gonzaga Blota | 20h              | 1977-1978       | [ 40 ] |
| 5 | Pecado Capital | 4 de janeiro de 1982   | 23 de abril de 1982    | 73   | Janete Clair        | Daniel Filho               | 20h              | 1975-1976       | [ 41 ] |
| 6 | Gabriela       | 15 de junho de 1982    | 2 de julho de 1982     | 12   | Walter George Durst | Walter Avancini            | 22h              | 1975            |        |
| 7 | Dancin' Days   | 4 de outubro de 1982   | 17 de dezembro de 1982 | 46   | Gilberto Braga      | Daniel Filho               | 20h              | 1978-1979       | [ 42 ] |